# Crvena Jabuka (okręg kolubarski)
Crvena Jabuka (cyr. Црвена Јабука) – wieś w Serbii, w okręgu kolubarskim, w gminie Ub. W 2011 roku liczyła 558 mieszkańców.